# Lekeleka (Haʻapai)
Lekeleka ist eine Insel im Süden von Haʻapai im Pazifik. Sie gehört politisch zum Königreich Tonga.

## Geografie
Das Motu liegt im Gebiet von Lulunga bei Tungua und Luanamo. Die Insel bildet die Ostspitze eines Riffs, welches bis ʻOʻua im Westen reicht.
Im Osten ist die nächstgelegene Insel im Riffsaum des Atolls Limu.

## Klima
Das Klima ist tropisch heiß, wird jedoch von ständig wehenden Winden gemäßigt. Ebenso wie die anderen Inseln der Haʻapai-Gruppe wird Lekeleka gelegentlich von Zyklonen heimgesucht.